# Samtgemeinde Nord-Elm
In der Samtgemeinde Nord-Elm aus dem niedersächsischen Landkreis Helmstedt haben sich sechs Gemeinden zur Erledigung ihrer Verwaltungsgeschäfte zusammengeschlossen. Die Samtgemeinde besteht seit 1970.

## Die Gemeinden
- Frellstedt
- Räbke
- Süpplingen
- Süpplingenburg
- Warberg
- Wolsdorf

Siehe auch: Liste der Straßen und Plätze in der Samtgemeinde Nord-Elm

## Politik

### Samtgemeinderat
Der Samtgemeinderat Nord-Elm besteht aus 16 Ratsfrauen und Ratsherren. Dies ist die festgelegte Anzahl für eine Samtgemeinde mit einer Einwohnerzahl zwischen 5.001 und 6.000 Einwohnern. Die Ratsmitglieder werden durch eine Kommunalwahl für jeweils fünf Jahre gewählt. Neben den 16 in der Gemeinderatswahl gewählten Mitgliedern ist außerdem der hauptamtliche Bürgermeister im Rat stimmberechtigt. 
Aus dem Ergebnis der Kommunalwahl 2021 ergab sich folgende Sitzverteilung:
| Sitzverteilung nach Kommunalwahl 2021Insgesamt 16 Sitze - SPD: 5 - LuB: 4 - Unabh.: 2 - CDU: 5 | Kommunalwahl 2021 %403020100 30,10 %29,56 %24,22 %10,38 %3,22 %2,53 % CDUSPDLuBUnabh.dUnabh.eFDPAnmerkungen:d Einzelbewerber Ruhee Einzelbewerber Groß |

Der Samtgemeinderat 2016 setzte sich zusammen aus 16 Ratsfrauen und Ratsherren	
- CDU 5 Sitze
- SPD 4 Sitze
- Unabhängige Wählergemeinschaft Nord-Elm 1 Sitz
- NPD 1 Sitz
- Einzelkandidaten 1 Sitz
- Liste unabhängiger Bürger Nord-Elm 4 Sitze

(Stand: Kommunalwahl 11. September 2016)

### Samtgemeindebürgermeister
Bei den Kommunalwahlen im September 2021 erreichte zunächst keiner der vier Kandidaten mehr als die Hälfte der Stimmen. Bei der darauffolgenden Stichwahl konnte sich Andreas Kühne (parteilos, Kandidat der CDU) mit 53,29 % der Stimmen gegen den Landtagsabgeordneten Jörn Domeier (SPD) durchsetzen. Der bisherige Amtsinhaber Matthias Lorenz (SPD) trat nicht erneut zur Wahl an.

### Wappen
Das Wappen wurde am 18. August 1977 durch den Landkreis genehmigt.
Der berühmteste Sohn des Landstrichs am Rand des Elms, der heute die Samtgemeinde Nord-Elm bildet, war der deutsche Kaiser Lothar, der von 1125 bis 1137 regierte und in der Geschichtsschreibung den Beinamen „von Süpplingenburg“ trägt. Ihm zu Ehren schwebt eine Krone über einem Zinnenturm, der die Burg Süpplingenburg, aber auch die Burg Warberg vertritt. Schlägel und Eisen, mit denen der Turm belegt ist, weisen auf den hier bedeutenden Bergbau hin und die Ähre kennzeichnet den von der Landwirtschaft geprägten Charakter der Mitgliedsgemeinden. Der Samtgemeinderat beschloss dieses Wappen am 14. Juni 1977.
Das Wappen wurde vom Heraldiker Wilhelm Krieg gestaltet.

## Gescheiterte Fusion mit Helmstedt
Wegen der angespannten finanziellen Lage sowie der demographischen Entwicklung war eine Fusion der Samtgemeinde Nord-Elm mit der Stadt Helmstedt geplant. Der Landkreis Helmstedt hatte 2014 als kommunale Aufsichtsbehörde die Fusion genehmigt. 2015 wurde ein entsprechender Gesetzentwurf in den Niedersächsischen Landtag eingebracht, der allerdings zurückgezogen wurde. Die Gemeinden Frellstedt, Süpplingenburg, Warberg und Wolsdorf hatten die Fusion befürwortet, die Gemeinden Räbke und Süpplingen dagegen nicht. Die Fusion scheiterte.